# Église de Mynämäki
L'église Saint-Laurent de Mynämäki  (en finnois : Mynämäen Pyhän Laurin kirkkokirkko) est une église médiévale en pierre construite à Mynämäki en Finlande,,.

## L'église
L'église de Mynämäki est la troisième plus grande église médiévale de Finlande en taille et de volume. La plus grande est la cathédrale de Turku. 
L'église, construite au Moyen Âge, est dédiée à Saint Laurent, le saint patron des pauvres.
L'année exacte de construction de l'église à trois vaisseaux est inconnue. Les recherches actuelles estiment que l'église a été construite dans les années 1430, lorsque Maunu II Tavast, originaire d'Alasjoki à Mynämäki était évêque de Turku.
Construit au Moyen Âge, le retable représente cinq saints : Saint Laurent, Saint Éric, Saint Olaf, Sainte Marie et Sainte Catherine.
Les peintures murales du XVe siècle sont visibles dans les voûtes. 
Dans les années 1650, les peintures des voûtes ont été recouvertes de chaux. 
À la fin du XIXe siècle, les murs latéraux ont été plâtrés.
Le retable du XVe siècle a été restauré en 1960 à partir de parties du retable médiéval. Les thèmes sont: l'apparition de Marie, le Christ Roi, l'adoration des mages, l'enfant Jésus dans le temple, le chagrin de Marie et de Jean, et la naissance de Jésus dans l'étable.
À gauche de l'autel se trouve aussi une peinture de la crucifixion, réalisée par Margareta Capsia en 1747. Le tableau a servi de retable dans les siècles précédents.
La chaire a été réalisée en 1641 par le sculpteur estonien Lüdert Heissman.  
L’orgue à 38 jeux a été construit par la fabrique d'orgues de Kangasala en 1959.

## Classement
En 2009, la direction des musées de Finlande a classé l'église de Mynämäki parmi les sites culturels construits d'intérêt national en Finlande.